# Senato cittadino

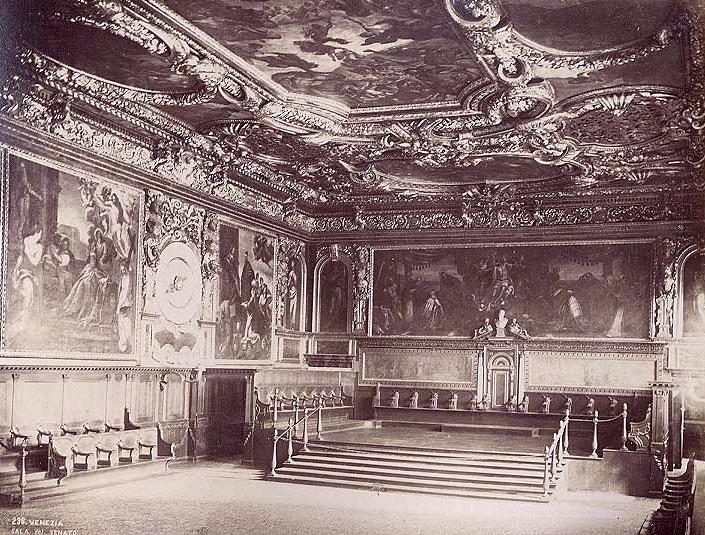
Sala del Senato veneziano in Palazzo Ducale

Tra il medioevo e l'età moderna in diverse città italiane si svilupparono delle istituzioni assembleari espressione del patriziato e dell'aristocrazia urbana e locale, che presero il nome di Senato. Questi consessi civici ebbero differenti funzioni, che variavano da luogo a luogo: giurisdizionali, amministrative o anche legislative.

## Storia
A Roma, dopo la scomparsa in età altomedievale del Senato antico, si riebbe con la nascita del Comune un Senato solo dopo il 1143. Era la magistratura più importante del Comune, ma già dal XII secolo entrò in crisi, arrivando alla nomina di un singolo Senatore, massima carica cittadina fino a metà Ottocento.
Nella Repubblica di Venezia era denominato Senato il Consiglio dei Pregadi, organo che si formò già nel XIII secolo e nel corso del tempo variò composizione e funzioni.
Il Senato di Milano sorse nel 1499 dalla fusione del Consiglio segreto e del Consiglio di giustizia del duca di Milano. Aveva attribuzioni giudiziarie, giudicava le cause dei feudatari ed era sede d'appello nelle cause criminali maggiori. Fu soppresso nel 1786 dall'Imperatore Giuseppe II d'Austria.
Nei domini sabaudi fra il XVI e il XVIII secolo con il nome di Senato erano chiamati gli organi al vertice del potere giudiziario, ciascuno con giurisdizione su un determinato territorio. I più antichi erano i Senati di Savoia e Piemonte, di origine cinquecentesca, con sede Chambery e a Torino, seguiti da quello di Nizza istituito nel 1614, e per un breve periodo da quelli di Pinerolo e Casale.
Oltre alle funzioni giudiziarie avevano prerogative amministrative e furono aboliti nel 1848 contestualmente alla riforma dello Stato e all'istituzione del Parlamento Subalpino.
Il Senato di Bologna fu l'assemblea delle famiglie nobili locali che reggevano il governo cittadino assieme al Legato pontificio. Fu istituito una prima volta a metà Quattrocento, e poi di nuovo nel 1513 da Papa Leone X, ed era composto da quaranta membri, successivamente innalzati a cinquanta, e per questo detto anche Senato dei XL.
Reggio Emilia ebbe un proprio senato durante la dominazione estense, che fu sciolto nel 1797.
Nel Regno di Sicilia le più importanti città dell'isola durante il dominio aragonese e il vicereame spagnolo ebbero un senato civico: Messina (soppresso nel 1678), Trapani, Siracusa, Catania e la capitale Palermo.

## Elenco
- Senato di Bologna
- Senato di Milano
- Senato di Venezia
- Senato di Palermo
- Senato di Messina
- Senato di Trapani
- Senato di Catania
- Senato di Pinerolo